# Дадо Колетті
Дадо Колетті, справжнє ім'я - Ріккардо Брокколетті (нар. 27 серпня 1974 року, Рим) — італійський кіноактор, актор озвучування, радіо- і телеведучий.

## Біографія
Закінчив школу Енцо Гарінея. Дебютував в театрі Сістіна, щоб продовжити навчання, відвідуючи курси пантоміми та дубляжу.
Відомий герой дитячого телебачення Італії З 1991 по 1994 рік працював у Disney Club. Повернувся у 1995 році і пропрацював до 1999 року в парі з Франческою Барберіні.

## Фільмографія

### Кіно
- "Я лауреат" (1995)
- "Південний Кенсінгтон" (2001)
- "Моє життя з зірками та смугами" (2003)

### Телебачення
- "Смерть порядної дівчини"(Morte di una ragazza perbene), телевізійний фільм (1999)
- "Буонджорно, мамо!", кінотелебачення (2021)

## Радіо та телебачення
- Ведучий програми Disney Club Rai Uno
- Ведучий програма Uno per tutti Rai uno
- Ведучий програма Sereno variabile
- Радіоведучий на Rai Isoradio.

## Нагороди
- Telegatto для Disney Club Rai Uno (1992)

## Зовнішні посилання
- Дадо Колетті на сайті IMDb (англ.)